# Biblioteca Malatestiana

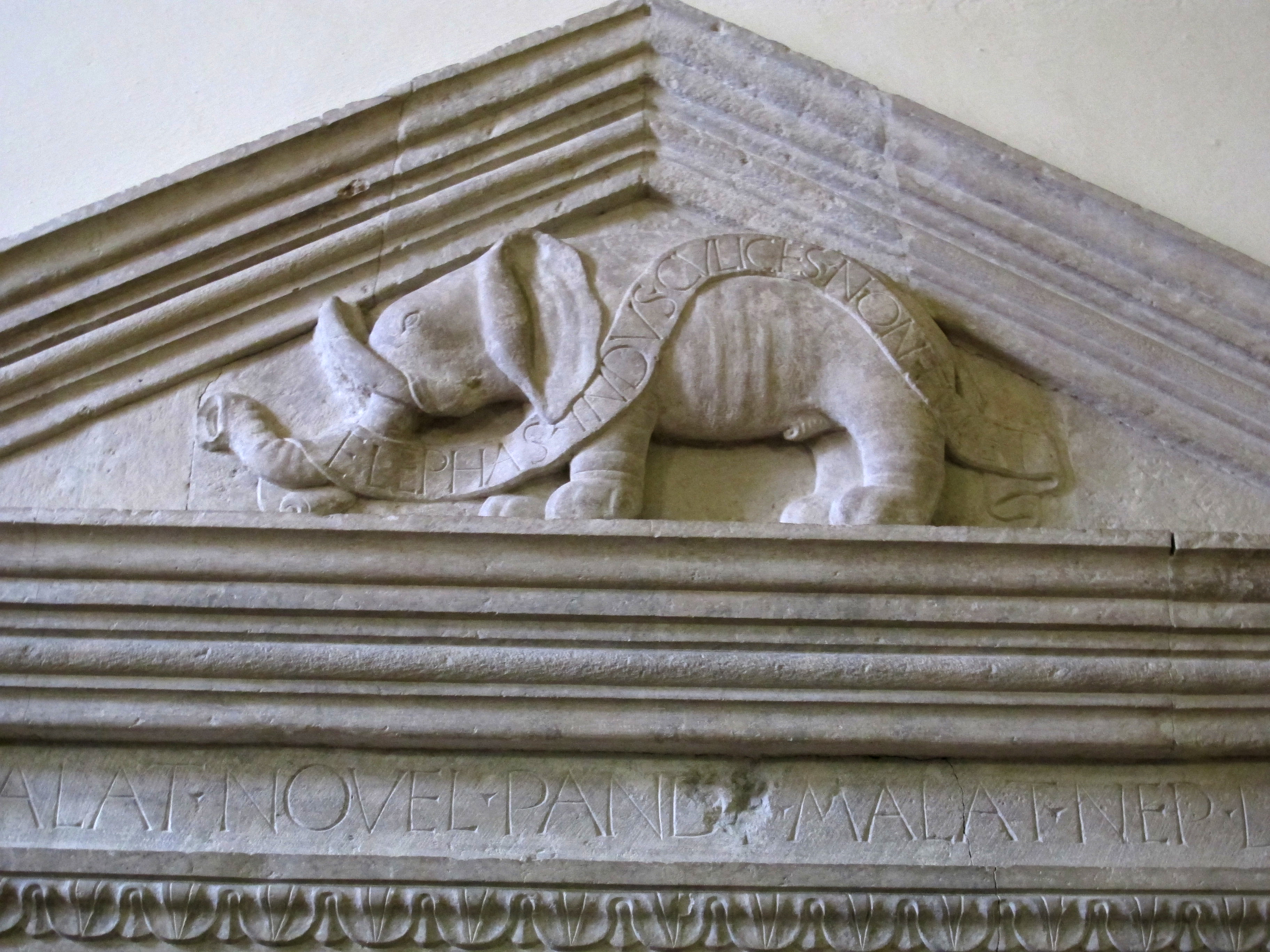
Der Elefant ist noch heute das Symbol der Bibliothek

Die Biblioteca Malatestiana ist eine seit 1452 bestehende öffentliche Bibliothek in Cesena in der Region Emilia-Romagna in Norditalien. Sie ist die älteste bürgerlich-städtische Bibliothek Europas und gehörte der Comune. 2005 nahm die UNESCO die Bibliothek als einzige noch am ursprünglichen Ort bestehende Humanistenbibliothek in das Weltdokumentenerbe auf. Sie setzt sich aus mehreren Gebäudekomplexen, Bibliotheken und Sammlungen zusammen, die im Laufe der Jahrhunderte in die Biblioteca Malatestiana aufgenommen wurden.

## Geschichte

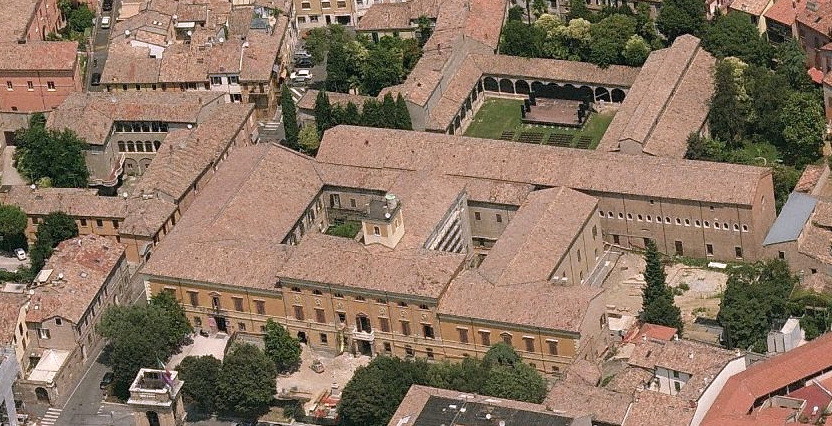
Biblioteca Malatestiana (2009) im Vordergrund der 2013 eröffnete Bibliotheksflügel

Die Bibliothek wurde durch den Condottiere Malatesta Novello in Auftrag gegeben. Von 1447 bis 1452 wurde das Gebäude durch den Architekten Matteo Nuti, einem Schüler von Leon Battista Alberti, errichtet. Die Bibliotheksleitung konnte die Strukturen des Gebäudes über die vergangenen Jahrhunderte weitestgehend bewahren, so sind bis heute künstlerische und architektonische Bearbeitungen von Agostino di Duccio und Cristoforo da San Giovanni zu sehen. Das Innere der Bibliothek ist durch eine geometrische Figur der Frührenaissance gekennzeichnet.
Im Lesesaal wurden die Handschriften als Kettenbücher in zwei Reihen je 29 Plutei, den Lesepulten, aufbewahrt und konnten dort konsultiert werden.
Als Gründungsdatum der heutigen Bibliothek kann das Jahr 1807 angesehen werden, als in der napoleonischen Epoche der Bestand durch die Auflösung zahlreicher Klosterbibliotheken wesentlich vergrößert wurde und die sogenannte Neue Bibliothek eröffnet wurde. Aus den zahlreichen Schenkungen und Nachlässen bedeutender Familien der Stadt und des Umlandes entstand Ende des 19. Jahrhunderts der Bestand der Modernen Bibliothek. 1983 wurde die Kinder- und Jugendbibliothek sowie neue Lesesäle eröffnet. 2002 verabschiedete die Gemeinde Cesena ein Projekt, mit dem die Fläche der Biblioteca Malatestiana von 3.800 m2 auf 6000 m2 verdoppelt werden sollte. Ende 2013 wurde der neue Bibliotheksflügel im ehemaligen an die Bibliothek angrenzenden Schulgebäude des Gymnasiums Vincenzo Monti der Öffentlichkeit übergeben.
Die Räume der im 15. Jahrhundert erbauten sogenannten Malatestiana antica mit dem Lesesaal Nuti, können im Rahmen von Führungen gegen Eintritt besichtigt werden.

## Bestände

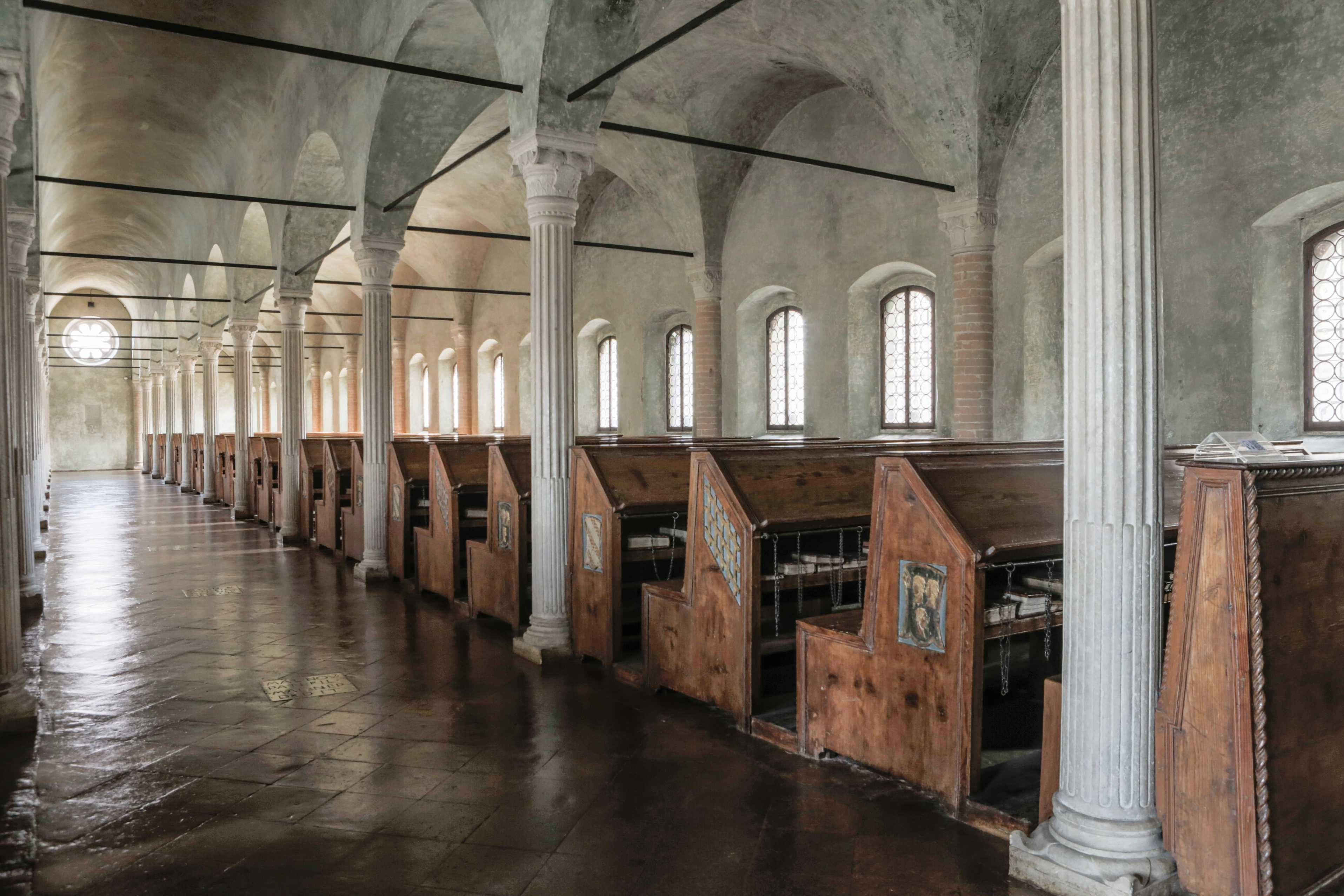
Der Saal von Nuti in der Gegenrichtung

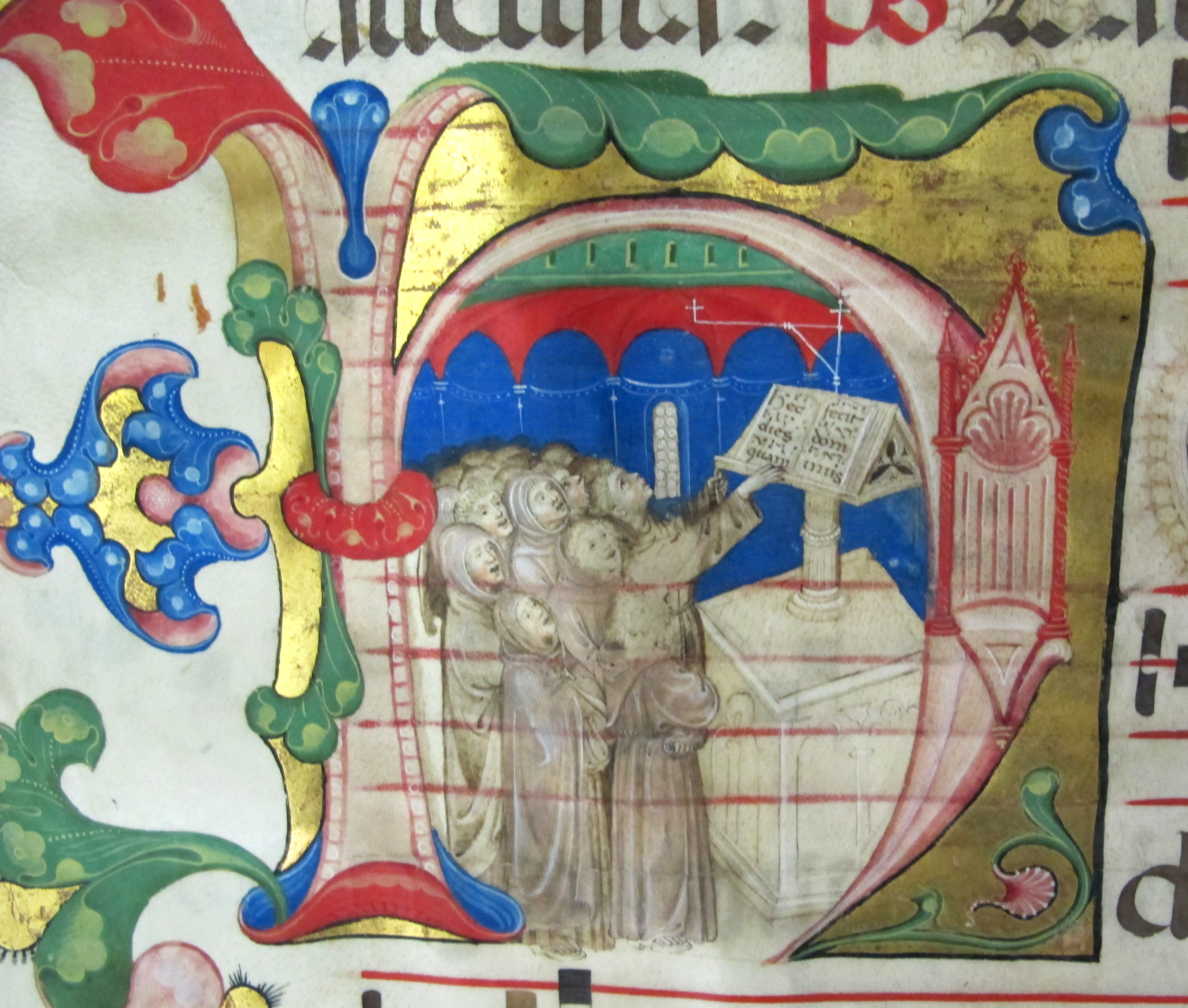
Antiphonar Cod. Bessarione 3

Der Bestand umfasst über 400.000 Exemplare, davon 429 Handschriften, vorwiegend des Spätmittelalters, 307 Inkunabeln und über 4.000 Drucke des 16. Jahrhunderts.
Die Signaturen des Kernbestands – mit den Bänden aus dem vorhergehenden Franziskanerkonvent, den von Malatesta in Auftrag gegebenen oder erworbenen Codices und den 53 Handschriften der Privatbibliothek des Leibarztes des Stifters, Giovanni di Marco da Rimini, hat er einen Umfang von 343 Manuskripten – lassen mit D für Dextera (rechts) und S für Sinistra (links), einer römischen Ziffer für die Reihe sowie einer laufenden arabischen Ziffer innerhalb des Lesepults den ursprünglichen Standort noch erkennen: D.XXII.1, eine Handschrift des 13. Jahrhunderts, enthält Texte des Aristoteles in der Übersetzung durch Wilhelm von Moerbeke und war nach einem älteren Signaturvermerk an erster Stelle im ersten Fach des Pluteus XXII untergebracht. S. XXVI.4, nach dem alten Signaturvermerk im zweiten Fach des Pluteus XXVI als vierte Handschrift niedergelegt, teils im 14., teils im 15. Jahrhundert geschrieben, enthält Texte von Galen, Hippokrates und Averroes und stammt aus der Bibliothek des Giovanni di Marco.
Zu den Beständen gehören auch fünfzehn Choralbücher des 15. Jahrhunderts, von denen sieben aus dem Dom von Cesena stammen und acht aus der Bibliothek des Klosters der Observanten, in die sie als Geschenk des Kardinals Bessarion gekommen waren.
Hinzu kommen noch zwölf Handschriften unterschiedlicher Provenienz sowie Nachlässe und Bibliotheken von Gelehrten und Journalisten des 19. und 20. Jahrhunderts sowie von Risorgimentohelden. Lettere dei caduti cesenati ist eine Sammlung von rund 2000 Briefen und Postkarten von Soldaten, die 1915 von Cesena aus in den Ersten Weltkrieg gezogen waren. Der Fondo caduti enthält 698 fotografische Aufnahmen von Soldaten des Krieges 1915–1918.

## Sammlung Pius VII.

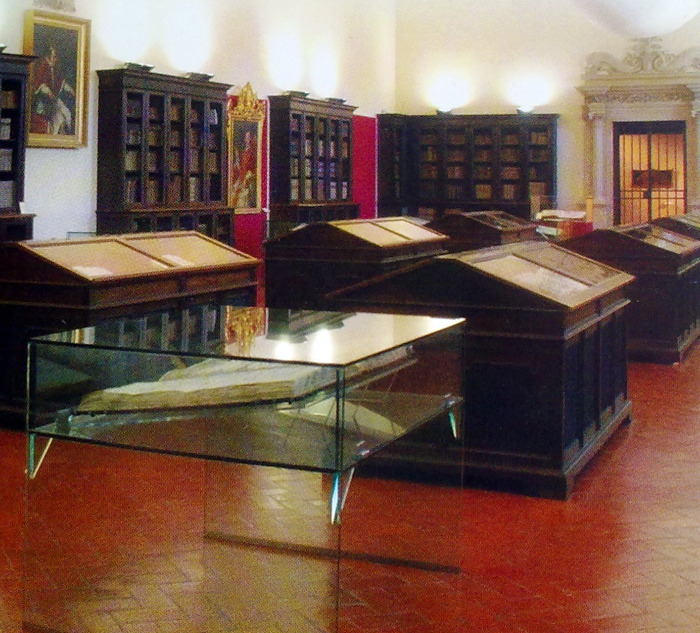
Biblioteca Piana

Neunundfünfzig Codices sind mit der Privatbibliothek des Chiaramonti-Papstes Pius VII. (1742–1823) in die Malatestiana gekommen, allerdings nicht unmittelbar. Der Papst hatte bestimmt, dass die Bibliothek den Benediktinern in seinem Heimatkloster in Cesena zur Nutzung überlassen würde mit der Auflage, sie der Öffentlichkeit zugänglich zu machen. Das Eigentum blieb jedoch der Familie reserviert, um die Bibliothek vor politisch motivierten Zugriffen auf Kirchengut zu schützen. Dennoch wurden bei der Klosteraufhebung 1866 die Bestände der Piana vom Demanium in der Malatestiana deponiert, wogegen die Familie protestierte.
1878 wurde eine Vereinbarung getroffen, in der die Familie die Piana der Bibliothek ohne Befristung als Depositum überließ, wofür dann auch entsprechende Räume geschaffen wurden. Die Lateranverträge schienen zunächst die Rückführung der Piana zu den Benediktinern zu ermöglichen, in längeren juristischen Auseinandersetzungen wurde das Besitzrecht der Familie bestätigt, die sich letztlich dazu entschloss, die Bibliothek an den italienischen Staat zu verkaufen, um die Bibliothek als Einheit in Cesena zu erhalten. Der Vertrag wurde 1941 geschlossen.
Die älteste datierte Handschrift dieses Bestandes ist ein Evangeliar von 1104, ein reich illuminiertes Missale aus dem 15. Jahrhundert mit einer eindrucksvollen Darstellung der Kreuzigung gehört ebenfalls zu den Zimelien. Eine Inkunabel der Cosmographia des Claudius Ptolomäus mit dem falschen Erscheinungsjahr 1462 enthält Bildtafeln, die Taddeo Crivelli, dem auch die Miniaturen in der Bibel des Borso d’Este zu verdanken sind, zugeschrieben wurden.
Die Biblioteca Piana kann im Rahmen der Führungen durch die Malatestiana antica ebenfalls besichtigt werden.